# Pemagatsel
Pemagatsel (sau Pemagatshel) este un oraș  în  partea de sud-est a Bhutanului. Este reședința districtului Pemagatsel.